# Голубянка пиренейская
Голубянка пиренейская (лат. Agriades pyrenaicus) — дневная бабочка из семейства голубянок.

## Этимология названия
Pyrenaicus (топонимическое) — пиренейская.

## Систематика

### Подвиды
- A. p. pyrenaicus (Пиренеи)
- A. p. asturiensis (Oberthür, 1910) (Пикос-де-Эуропа)
- A. p. dardanus (Freyer, 1844) (Балканы, Малая Азия, Кавказ, Армения)
- A. p. ergane (Higgins, 1981) (Украина, Россия)

### Синонимы
- Lycaena orbitulus pyrenaica Boisduval, 1840
- Lycaena pyrenaica asturiensis Oberthür, 1910
- Agriades ergane Higgins, 1981
- Lycaena dardanus Freyer, 1844
- Lycaena araraticus Gerhard, 1853
- Lycaena rebeli Tuleschkow, 1932
- Lycaena latedisjuncta Alberti, 1973
- Agriades hesselbarthi Nekrutenko, 1974
- Agriades erzurumensis Eckweiler & Hesselbarth, 1978
- Agriades kudrnai Koçak, 1980

## Описание

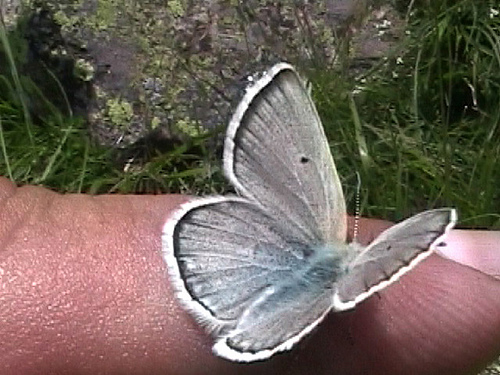
Самец

Длина переднего крыла 10—13 мм. Размах крыльев — 23—28 мм. Половой диморфизм выраженный. Крылья самцов сверху бледные голубовато-серые с узкой темной краевой полоской; а крылья самок на верхней стороне — тёмно-бурые. На передних крыльях выделяются большие чёрные дискальные точки. Бахромка крыльев белого цвета. Нижняя сторона крыльев — светло-серого цвета с черными пятнами, окруженными белыми ободками. На нижней стороне задних крыльев имеется центральное белое пятно треугольной формы и ряд прикраевых беловато-серых пятен. Голова, грудь и брюшко черного цвета, покрытые голубовато-серыми волосками и чешуйками.

## Ареал
Предположительно, реликт ледникового периода. Встречается очень локально в Южной и Юго-восточной Европе от Пиренеев до бассейна реки Дон, а также — на Северном Кавказе, в Турции, Закавказье и Иране.
На территории Украины представлен подвидом Agriades pyrenaicus ergane Higgins, 1981, который встречается вдоль реки Волчья (например, в окрестности сёл Ефремовка и Бочково) в Волчанском районе Харьковской области в непосредственной близости от границы с Россией. Второе местообитание вида на Украине — западный берег реки Оскол на меловых склонах в окрестностях сел Новомлынск и Каменка (Двуречанский район).
На территории России встречается на юге Ставропольского края — на хребте Боргустан, Кабардинском хребте, в окрестностях Кисловодска, в горах и предгорьях Большого Кавказа (от Адыгеи до окрестностей Куруш в Дагестане), а также на западе Воронежской области (меловой массив Дивногорье, Кантемировский и Богучаровский районы), в Белгородской области и в окрестностях деревни Нижнемеловое в Курской области.
Населяет равнинные и горные разнотравно-остепненные луга, часто у меловых и мергелевых обнажений, в горах на высоте до 2500 метров над ур. м. В Дагестане встречается в сухих ущельях на высоте от 800 м в предгорных районах (Карабудахкент, Губден), а также в субальпийском и альпийском поясе гор на высоте до 2800 м над ур. м. (Чираг, Рича в Агульском районе). На большой высоте в горах а вид встречается на каменистых участках склонов со злаками, горцами и проломником.

## Биология
Развивается в одном поколении, лет бабочек во вторую-третью декады мая. Самки появляются на 7—10 дней позже самцов, в горах и предгорьях Большого Кавказа летает с конца июня по июль. Бабочки обычно питаются на разнообразных цветущих растениях, летают над участками с разреженной растительностью, изредка присаживаются. На Кавказе самцы часто наблюдаются по берегам ручьёв и луж. Самки откладывают яйца на верхнюю сторону листьев кормового растения — проломник (Androsace sp.), по 1—2 штуки на лист ближе к стеблю, а также на внутреннюю поверхность чашелистиков, в цветочные почки и даже внутрь чашечки цветка у основания тычинок. Развитие яиц длится примерно 10—15 дней. Гусеницы первого возраста непродолжительно питаются тканями цветков и почек, а затем уходят в диапаузу до апреля следующего года. С началом периода вегетации на следующий год, начинают интенсивно питаться верхушечными почками и молодыми листьями растений. Развитие куколки длится 15—20 дней.

## Охрана
На территории Украины вид включен в Красную книгу Украины в ввиду чрезвычайной стенобионтности подвида, его реликтовости и ограниченной территории обитания.
Также охраняется в Белгородской, Воронежской и Курской областях России, где занесен в региональные Красные книги указанных областей.